# Grand Hôtel Cannes
 (novembre 2014).
Si vous disposez d'ouvrages ou d'articles de référence ou si vous connaissez des sites web de qualité traitant du thème abordé ici, merci de compléter l'article en donnant les références utiles à sa vérifiabilité et en les liant à la section « Notes et références ».
Le Grand Hôtel est un palace implanté en France sur la commune de Cannes dans les Alpes-Maritimes depuis 1864.

## Histoire

### Premier hôtel

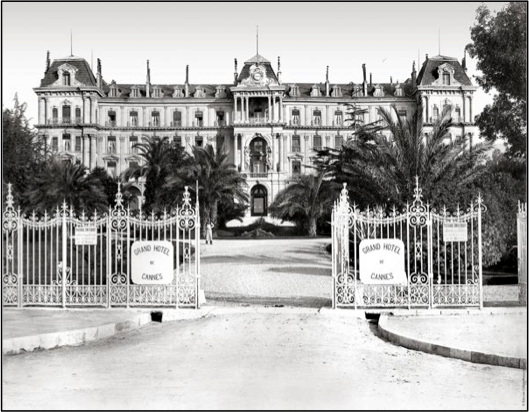
Le Grand Hôtel vers 1900

En 1860, le projet de percement de la Croisette est voté par le conseil municipal de Cannes. Le 10 juin 1863, la première pierre d’un établissement hôtelier est posée. Conçu par l’architecte Laurent Vianay, le Grand Hôtel est inauguré le 1er octobre 1864. 
L'hôtel comporte des installations de loisirs. Un pavillon, la Villa du Grand Hôtel, tient lieu d’annexe, l’étage supérieur étant réservé aux employés.

### Hôtel actuel
Démoli en 1958, le Grand Hôtel est reconstruit en 1963 au même endroit et compte alors 10 étages et 78 chambres. Dans les années 1970, il y est adjoint un nouvel étage. La Villa du Grand Hôtel, rebaptisée entre 1929 et 1932 La Malmaison, a été cédée à la commune en 1957.
En 2006, l'hôtel est réhabilité et réaménagé. La plage privée de l’hôtel est baptisée « Plage 45 » en 2007. 
En 2010, le Grand Hôtel reçoit sa cinquième étoile et le Guide Michelin décerne à son restaurant, le « Park 45 », sa première étoile.

## Situation et localisation
Le Grand Hôtel est dans le centre-ville de Cannes, sur la Croisette. Il fait face à la baie de Cannes et la Méditerranée avec un aperçu sur les îles de Lérins.

## Le Park 45
Le restaurant Le Park 45 appartient au  Grand Hôtel. En 2009, le chef est Sébastien Broda.